# زلاتكو زاهوفيتش
زلاتكو زاهوفيتش (بالسلوفينية: Zlatko Zahović)‏، من مواليد 1 فبراير 1971 في ماريبور في يوغوسلافيا، لاعب كرة قدم سلوفيني معتزل ومدرب كرة قدم حالي.
بدأ مسيرته الكروية مع نادي بارتيزان بلغراد الصربي في عام 1989، ولعب معهم حتى عام 1993، وقد أعير في تلك الفترة إلى نادي بروليتر زرينيانين الفويفوديني في موسم 1991/1990، وفي عام 1993 انتقل إلى نادي فيتوريا غيماريش البرتغالي، ولعب معهم حتى عام 1996، وفي عام 1996 انتقل إلى نادي بورتو البرتغالي، ولعب معهم حتى عام 1999، وفي موسم 2000/1999 انتقل إلى نادي أوليمبياكوس اليوناني، وفي موسم 2001/2000 انتقل إلى نادي فالنسيا الإسباني، ولعب بعدها مع نادي بنفيكا البرتغالي حتى اعتزاله في موسم 2006/2005.
و قد لعب مع منتخب سلوفينيا لكرة القدم 80 مباراة دولية وسجل 35 هدف.

## مسيرته الكروية
لعب زلاتكو زاهوفيتش خلال مسيرته الاحترافية مع 7 أندية في ستة عشر موسمًا وسجل خلالها 70 هدف ضمن 333 مباراة. حيث فاز في ثلاثة مواسم بالكأس وفي ستة مواسم بالدوري.
خاض زلاتكو زاهوفيتش مسيرته مع نادي بارتيزان في موسم 1989–90 في المرة الأولى لمدة موسم واحد ثم في موسم 1991–92 ولمدة موسمين، مشاركًا طوالها في 37 مباراة سجل خلالها 6 أهداف. ثم انتقل إلى برولتر زرنيانين ‏ في موسم 1990–91 لمدة موسم واحد، حيث شارك في 25 مباراة ولم يسجل أي هدف. لينتقل بعدها إلى نادي فيتوريا دي غيماريش في موسم 1993–94 واستمر معه طيلة ثلاثة مواسم، مشاركًا في 73 مباراة سجل خلالها 13 هدفًا. ثم انتقل إلى نادي بورتو في موسم 1996–97 واستمر معه طيلة ثلاثة مواسم، مشاركًا في 84 مباراة سجل خلالها 27 هدفًا. هذا وانتقل لاحقًا إلى نادي أولمبياكوس في موسم 1999–00 لمدة موسم واحد، مشاركًا في 14 مباراة سجل خلالها 7 أهداف. ثم انتقل بعدها إلى نادي فالنسيا في موسم 2000–01 لمدة موسم واحد، مشاركًا في 20 مباراة سجل خلالها 3 أهداف. ليعود وينتقل من جديد، لكن هذه المرة إلى نادي بنفيكا في موسم 2001–02 ليلعب معه أربعة مواسم، مشاركًا في 80 مباراة سجل خلالها 14 هدفًا.

## روابط خارجية
- زلاتكو زاهوفيتش على موقع الاتحاد الدولي (مؤرشف)  (الإنجليزية)
- زلاتكو زاهوفيتش على موقع الاتحاد الأوربي (الإنجليزية)
- زلاتكو زاهوفيتش على موقع قاعدة بيانات كرة القدم.إي يو (الإنجليزية)
- زلاتكو زاهوفيتش على موقع بيانات كرة القدم. دي إي (الألمانية)
- زلاتكو زاهوفيتش على موقع ناشيونال فوتبول تيمز (الإنجليزية)
- زلاتكو زاهوفيتش على موقع عالم كرة القدم.نت (الإنجليزية)